# دامبی و پسر (فیلم)
«دامبی و پسر» (انگلیسی: Dombey and Son (film)) یک فیلم به کارگردانی موریس الوی است که در سال ۱۹۱۷ منتشر شد. از بازیگران آن می‌توان به لیلیان برایتویت اشاره کرد.